# Franco Battiato
Francesco "Franco" Battiato (1945. március 23. – Milo, 2021. május 18.) olasz zeneszerző, énekes és filmrendező.

## Pályafutása
1984-ben Alice-val együtt képviselték Olaszországot az Eurovíziós Dalfesztiválon, ahol I treni di Tozeur című dalukkal ötödik helyezést értek el.

## Diszkográfia
- 1971: Fetus
- 1973: Pollution
- 1973: Sulle corde di Aries
- 1974: Clic
- 1975: M.elle le Gladiator
- 1975: Feed Back (válogatás)
- 1977: Battiato
- 1978: Juke Box
- 1978: L'Egitto prima delle sabbie
- 1979: L'era del cinghiale bianco
- 1980: Patriots
- 1981: La voce del padrone
- 1982: L'arca di Noè
- 1983: Orizzonti perduti
- 1985: Mondi lontanissimi
- 1985: Echoes of Sufi dances (angol nyelvű dalválogatás)
- 1986: Battiato (válogatás)
- 1987: Genesi (opera három felvonásban)
- 1988: Fisiognomica
- 1989: Giubbe rosse (koncertalbum)
- 1990: Benvenuto Cellini (filmzene)
- 1991: Come un cammello in una grondaia
- 1992: Gilgamesh (opera lirica két felvonásban)
- 1993: Caffè de la Paix
- 1994: Unprotected (koncertalbum)
- 1994: L'ombrello e la macchina da cucire
- 1994: Messa Arcaica (compositione per soli, coro e orchestra)
- 1996: L'imboscata
- 1996: Battiato Studio Collection (válogatás)
- 1996: Battiato Live Collection (koncertválogatás)
- 1996: Shadow, Light (válogatás)
- 1998: Gommalacca
- 1999: Fleurs (feldolgozások)
- 2000: La cura
- 2000: Campi Magnetici (balettzene)
- 2001: Ferro battuto
- 2002: Fleurs 3 (feldolgozások)
- 2002: La convenzione
- 2003: Last Summer Dance (koncertalbum)
- 2004: Dieci stratagemmi
- 2005: Un soffio al cuore di natura elettrica (koncertalbum)
- 2007: Il vuoto
- 2008: Fleurs 2 (feldolgozás)
- 2009: Inneres Auge
- 2011: Telesio (opera)
- 2012: Apriti Sesamo
- 2013: Del suo veloce volo (Antony Hegartyval)
- 2014: Joe Patti’s Experimental Group (Pinaxával)
- 2015: Antology – Le nostre anime

## Filmográfia
- Perduto amor, 2003
- Musikanten, 2005
- Niente è come sembra, 2007
- Giuni Russo. La sua figura, 2007
- Auguri Don Gesualdo, 2010

## Fordítás
- Ez a szócikk részben vagy egészben  a   Franco Battiato című német Wikipédia-szócikk ezen változatának fordításán alapul.  Az eredeti cikk szerkesztőit annak laptörténete sorolja fel. Ez a jelzés csupán a megfogalmazás eredetét és a szerzői jogokat jelzi, nem szolgál a cikkben szereplő információk forrásmegjelöléseként.